# Hovelange
Cet article possède un paronyme, voir Havelange.
Hovelange (luxembourgeois : Huewel, allemand : Hovelingen) est une section de la commune luxembourgeoise de Beckerich située dans le canton de Redange.
Située en majeure partie à la base du Grès de Luxembourg, elle est abondante en sources dont plusieurs sont utilisées par une usine qui en fait le traitement, l'emballage et la vente en bouteilles.
Jadis, Hovelange était doté d'une gare se trouvant sur la ligne de l'Attert, abandonnée en 1969.

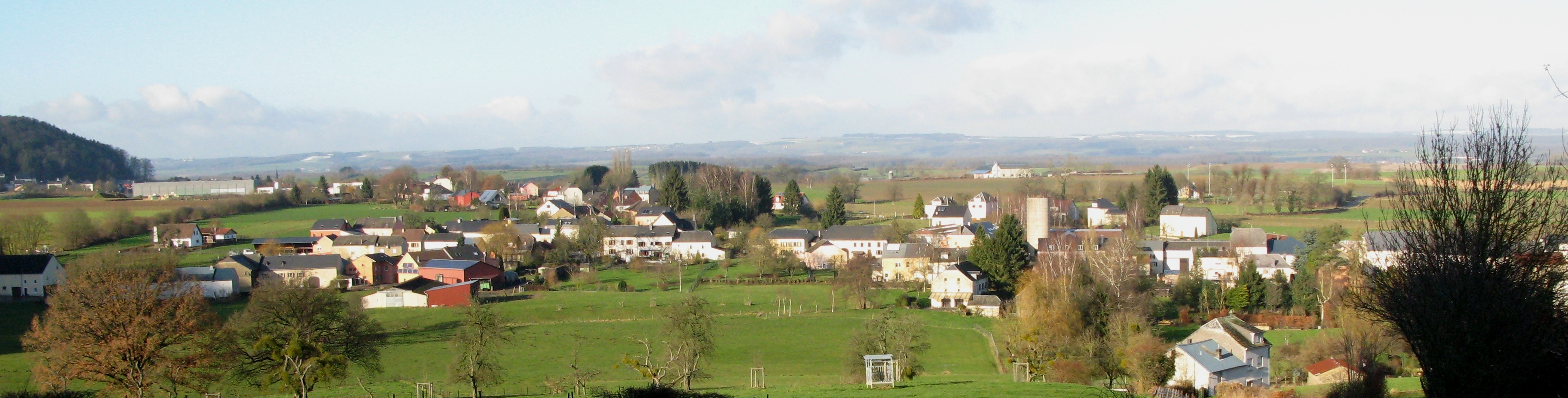
Vue générale